# شهية محددة

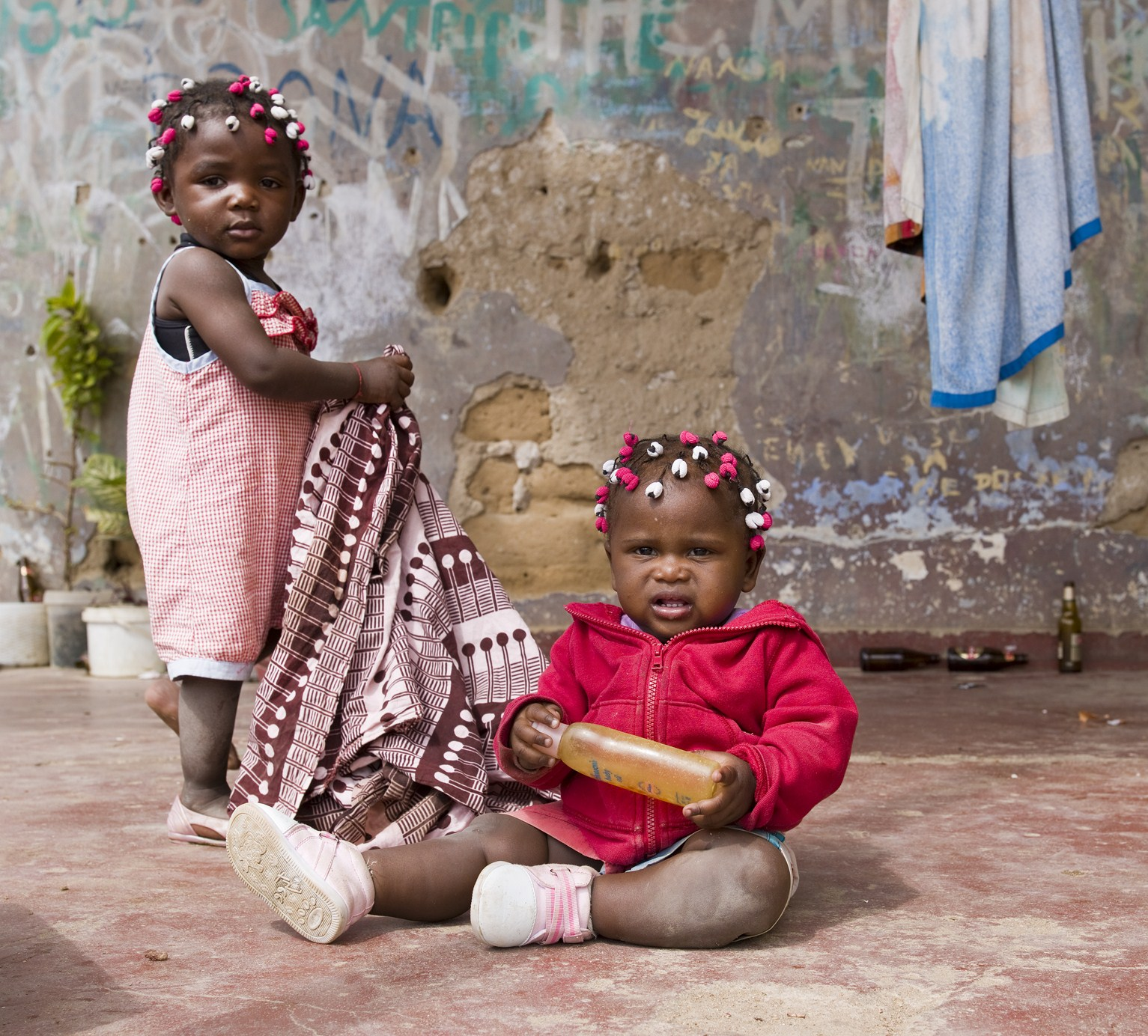
اطفال لديهم شهية محددة من بعض اصناف الاطعمة.

الشهية المحددة، والمعروفة أيضا باسم الجوع المحدد، هي حملة لتناول الأطعمة مع نكهات محددة أو خصائص أخرى.
تنظيم النظام الداخلي ضروري لبقاء الحيوانات. ونظرا لأن المحتوى التغذوي لنظام غذائي ما سيختلف باختلاف الظروف البيئية والظروف الأخرى، فمن المفيد أن تتوفر للحيوانات آلية لضمان أن تكون احتياجاتها التغذوية في النطاق المناسب. والشهية المحددة هي إحدى هذه الآليات. وقد أظهرت الشهية المحددة في أنواع مختلفة لعدد من الفيتامينات والمعادن، فضلا عن السعرات الحرارية، والبروتين، والمياه. ولسوء الحظ، من الصعب جدا دراسة الشهية المحددة تجريبيا، حيث أن هناك عددا من العوامل التي تؤثر على اختيار الغذاء. لا يُعرف سوى القليل عن هذه الآليات التي تحفز الشهية المحددة، والجينات المشفرة، الشهية المحددة هي في الغالب تخمينية.
عُرفَ عدد قليل جدا من الشهيات المحددة لمواد غذائية معينة في غذاء البشر. أكثر ما عُرفَ بقوة هي شهية الملح (شهية الصوديوم). والمشكلة في العديد من العناصر الغذائية الأخرى هي أنها لا تتمتع بأذواق محددة بوضوح، ولم يحدد سوى شهيتين محددتين للحديد والكالسيوم مع الصلابة التجريبية حتى الآن. ومن ثم فإن الشهيات الأخرى تصنف حاليا على أنها شهيات متعلمة، وهي ليست شهيات فطرية تُطلق تلقائيا في غياب مغذيات معينة، بل هي سلوكيات متعلمة أو نفورات أو تفضيلات لأطعمة معينة عندما تصبح مرتبطة بتجارب سوء التغذية والمرض.

## شهية متعلّمة

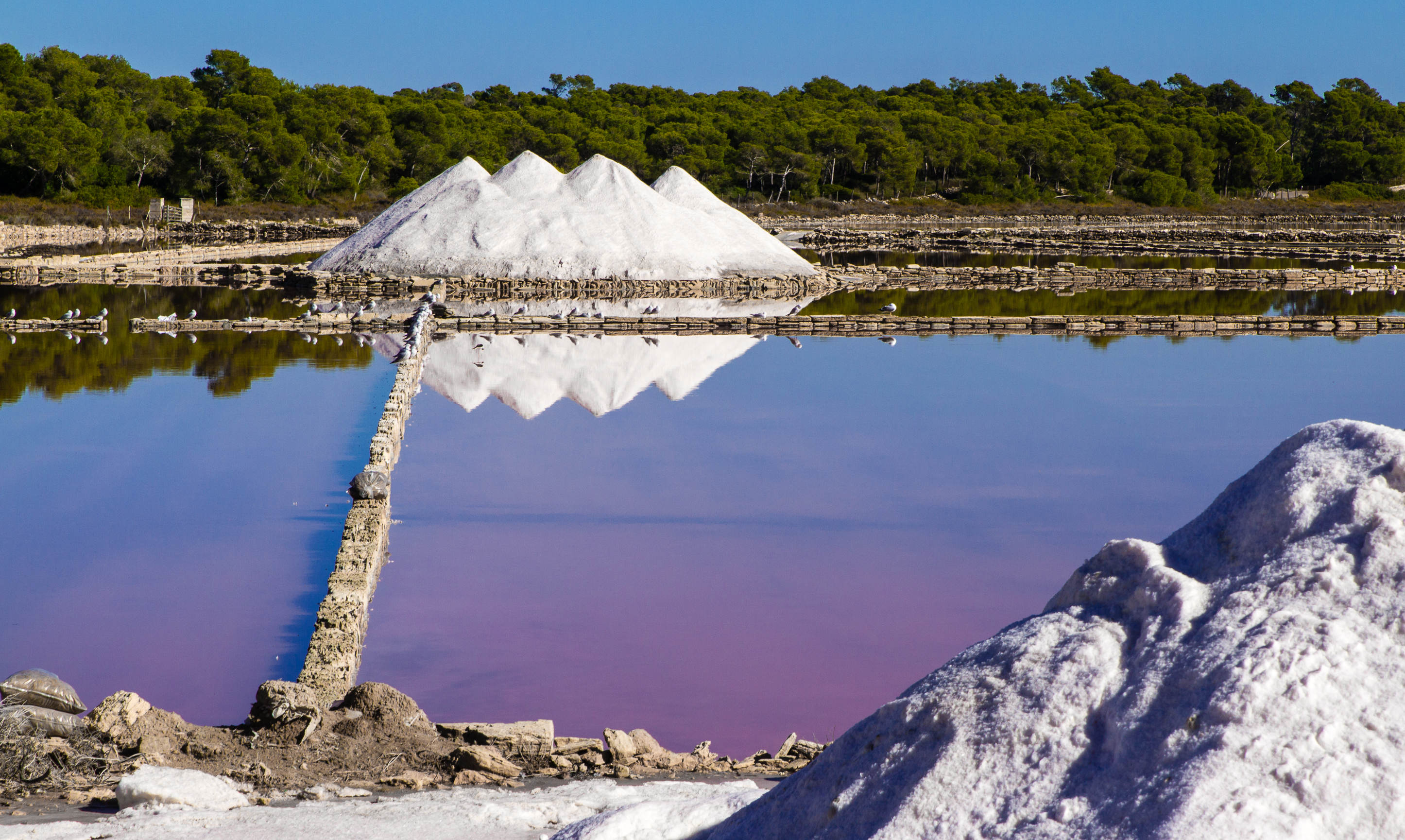
كلوريد الصوديوم التي تنتج عنه (شهية الصوديوم)

من العناصر المهمة في الشهية المتعلمة إذا كان مصدر الغذاء لديه نكهة يمكن تحديدها، يمكن للحيوان أن يتعلم ربط الآثار الإيجابية للتخفيف من نقص معين في المغذيات مع استهلاك هذا الغذاء. وقد تجلى هذا في مجموعة متنوعة من الأنواع: فالحمضيات التي عرضت الاختيار الحر لمختلف الأطعمة، سوف تعوض عن أوجه القصور في الفوسفور والصوديوم والكالسيوم. ولقد أظهر الطحال المنزلي شهية محددة للكالسيوم والزنك والفوسفور والثيامين والبروتين بشكل عام، والميثيسين والليسين. وتسعى الأبواغ المجهدة بالحرارة إلى الحصول على فيتامين ج، الذي يخفف من عواقب الإجهاد الحراري. ولأن نقص المغذيات بأنواعه المختلفة يمكن أن يكون له آثار مرهقة تختلف باختلاف المغذيات المفقودة، فإن ابتلاع هذه المغذيات فيما بعد يرتبط بتخفيف علامات معينة. لذلك قد يربط الحيوان نكهة طعام مرتفعة في مغذي معين مع تخفيف علامات نقص المغذيات، في حين أنه لا يبحث عن أطعمة أخرى غنية بنفس المغذيات.

## الشهية العنيدة
الشهية المجردة هي الشهية التي يمتلكها الحيوان عند الولادة، دون تكييف من خلال الإجهاد المسبق الذي يتبعه التخفيف من وطأة الأغذية المحددة. تقترح الشهية المجردة آلية فسيولوجية للكشف عن عدم وجود عامل تغذية، بالإضافة إلى مكون إشارة يوجّه الحيوان للبحث عن المغذيات المفقودة. مثال للشهية المجردة قد يكون شهيّة السعرات الحرارية، كما يُرى في جميع الحيوانات الأليفة. الشهيّة الأخرى المُطلَقة أصعب للإظهار. في إحدى الدراسات، أظهرت الفئران التي تعاني من نقص البروتين، والتي لم تعاني من نقص البروتين، تفضيلات قوية للأطعمة العالية بالبروتين مثل فول الصويا والغلوتين والأوفالبومين في غضون ثلاثين دقيقة من عرض الغذاء. وهذا التفضيل لم ينظر إليه في الضوابط، كما أظهرته الإناث الحوامل اللواتي لديهن احتياجات أعلى من البروتين، واللواتي لم يكن لديهن نقص في البروتين، من الناحية التجريبية. ويبدو أن لدى الفئران أيضاً شهية مطلقة للكالسيوم والصوديوم. وبالإضافة إلى ذلك، تظهر الفراخ المستنفدة للزنك تفضيلات للأعلاف الغنية بالزنك.

## التلاعب غير المباشر بشهية معينة
ويمكن تحفيز الشهية بشكل غير مباشر في ظل ظروف تجريبية. وفي إحدى الدراسات، طورت الفئران العادية (التي تعاني من تكاثر الصوديوم) المعرضة للأنجيوتنسين الثاني. عن طريق الضخ مباشرة في الدماغ شهية صوديوم قوية استمرت لأشهر. وقد ثبت أن زرع النيكوتين في الفئران يثير شهية محددة للسكروز، حتى بعد إزالة الزرع.

## شهيّة محدّدة في البشر
هناك القليل من الأدلة القوية لشهية محددة في البشر. ومع ذلك، فقد ثبت أن البشر لديهم القدرة على تذوق الكالسيوم، والأدلة غير المباشرة تدعم الفكرة القائلة بأن المرضى الذين يعانون من غسيل الكلى الذين يعانون من نخر في الدم يفضلون الجبن مع إضافة كميات أكبر من الكالسيوم. بما في ذلك متلازمة غيتلمان (Gitelman syndrome) وتغير هدر الملح (Gitelman) من فرط تنسج الكظرية الخلقية، ثبت أن استنفاد الصوديوم المفرط في المتطوعين من البشر يزيد من الرغبة في الحصول على أغذية عالية الملح.

## الأبحاث الجارية
وفي حين أن أكثر الاضطرابات التغذوية شيوعا في البشر تتعلق بالتعاطي المفرط للسعرات الحرارية، فإن سوء التغذية لا يزال يمثل مشكلة.
وعلى سبيل المثال، فإن الصلة بين عدم كفاية الكالسيوم الغذائي واضطرابات العظام راسخة.عادة الناس لديهم شهية للحوم أو للبيض، الأطعمة العالية بالبروتين، لكن هذه قد تكون مكلفة أو غير متوفرة. قد تكون الشهية المحددة للبروتين غير راضية عن ابتلاع غذاء ناقص في البروتين. ولكن البروتين له أهمية حيوية للحفاظ على هياكل أنظمة الجسم، وبالتالي فإن الشهية المحددة تؤدي إلى المزيد من الأكل. في محاولة يائسة لسخرية الشهية المحددة للبروتين في الحياة.